# Équipe de Jamaïque féminine de basket-ball
Maillots
L’équipe de Jamaïque de basket-ball féminin est la sélection des meilleures joueuses jamaïcaines de basket-ball.

## Parcours en compétitions internationales

### Parcours en Championnat des Amériques
Voici le parcours de l’équipe de Jamaïque en Championnat des Amériques :
- 2007 :  8e
- 2011 :  8e

### Parcours au Centrobasket
Voici le parcours de l’équipe de Jamaïque au Centrobasket :
- 2001 :  5e
- 2006 :   3e
- 2010 :   2e
- 2012 :  5e
- 2014 :  6e

## Joueuses marquantes
- Simone Edwards (en)
- Vanessa Gidden (en)

## Entraineurs successifs
- Sam Vincent (2009-2011)